# Милан Лукач
Милан Лукач (Нови Сад, 4. октобар 1985) је српски фудбалски голман.

## Клупска каријера
Лукач је каријеру почео у екипи Младости из Бачког Јарка, са којом је наступао у Војвођанској лиги. Сезону 2004/05. је одиграо за Жарково у српсколигашком такмичењу, након чега је две године бранио за Срем у Првој лиги Србије. У највишем рангу, Суперлиги Србије, дебитовао је у сезони 2007/08. као голман Чукаричког. Током лета 2009. године је потписао уговор са АЕК-ом из Атине. У грчком клубу је за две године бранио на само једној такмичарској утакмици, 5. новембра 2009. против БАТЕ Борисова (2:2) у групној фази Лиге Европе.
Лета 2011. године је потписао уговор са ОФК Београдом. У наредне две сезоне је стандардно бранио за овај клуб у Суперлиги Србије, након чега је 19. јуна 2013. потписао трогодишњи уговор са Партизаном. Почео је сезону 2013/14. као први голман „црно-белих”, бранећи на утакмицама квалификација за Лигу шампиона са јерменским Шираком и бугарским Лудогорецом. На утакмици са Лудогорецом се повредио након чега је одсуствовао са терена шест недеља. Након опоравка од повреде, Лукач је био резерва Владимиру Стојковићу до краја јесењег дела шампионата. Стојковић је у зимском прелазном року напустио клуб, након чега је Лукач заузео место првог голмана. На 146. вечитом дербију, одиграном 26. априла 2014, Лукач је одбранио два једанаестерца играчима Црвене звезде, прво Милошу Нинковићу а потом и Николи Мијаиловићу. Партизан је на крају славио резултатом 2:1 а Лукач је постао тек други голман који је одбранио два пенала на вечитим дербијима (први је био Ратомир Дујковић на 43. вечитом дербију 1970. године). У наредној 2014/15. сезони, Партизан је освојио титулу првака Србије а Лукач је статус првог голмана имао током јесењег дела шампионата док је у пролећном делу његово место заузео Живко Живковић. Лукач је у овој сезони са Партизаном играо и у групној фази Лиге Европе. Бранио је на свим утакмицама групе Ц у којој су противници београдског клуба били Тотенхем, Бешикташ и Астерас Триполи. Лукач је за две године у Партизану бранио на укупно 46 такмичарских утакмица (29 првенствених, 16 европских и једна куп утакмица).
У јулу 2015. је потписао трогодишњи уговор са турским Акхисаром. Провео је наредних шест година у турском клубу, одигравши притом 104 првенствене утакмице. Прве четири сезоне са клубом је играо у највишем рангу, Суперлиги Турске, а последње две у другом рангу такмичења. Са Акхисаром је освојио Куп Турске у сезони 2017/18.
У августу 2021. се вратио у Партизан са којим је потписао једногодишњи уговор.

## Репрезентација
Забележио је један наступ за сениорску репрезентацију Србије: 6. јуна 2014. на пријатељском мечу против репрезентације Бразила (0:1) у Сао Паулу. Ушао је на терен у 89. минуту уместо Владимира Стојковића.

## Трофеји
Партизан
- Суперлига Србије (1) : 2014/15.

Акхисар
- Куп Турске (1) : 2017/18.